# Holcopasites minimus
Holcopasites minimus är en biart som först beskrevs av Linsley 1943.  Holcopasites minimus ingår i släktet Holcopasites och familjen långtungebin. Inga underarter finns listade i Catalogue of Life.